# 阖闾城遗址
阖闾城遗址位于江苏省常州市武进区和无锡市滨湖区，被认为是中国历代所争议的春秋时期吴国都城——阖闾城。

## 历史
阖闾城为吴王阖闾听取伍子胥建议所建之吴国都城。阖闾城的建设是吴国霸业基础，然而阖闾故城所在向来是史界未解之谜。1959年，无锡西郊与武进交界处的胡埭闾江一带被认为是阖闾小城遗址所在，但未及考古。2004年，因当地农民挖沟，发现了一批史前及春秋时代文物，旋由南京博物院考古研究所于2007年起对阖闾城遗址勘探复查，确认了阖闾大小二城，即大城位于今常州市武进区雪堰桥镇、小城则在无锡市滨湖区胡埭镇。2013年，阖闾城遗址被列入第七批全国重点文物保护单位，2014年2月，在无锡胡埭部分的遗址上，建成闔閭城遺址博物馆。
阖闾古城遗迹的全面出土，不仅成为第一个有论断的春秋吴国都城，更与鸿山贵族墓、木渎古城遗址等吴地考古发相结合，或将给整个吴地传统历史认知带来改变。

## 阖闾城争议
吴国之历史，在史料上寿梦之前除《史记》所记的吴太伯世家外，基本属于空白。据《史记·正义》云，吴太伯居于梅里（韦昭的注释称在无锡市梅里，其19世孙寿梦仍居住于此，国号句吴，至其子诸樊时南徙，又到至21代孙阖闾时，命伍子胥筑阖闾都城，即今苏州，另外也有记载是阖闾由锡徙苏的，但据最新考古发现，阖闾城已在无锡和常州边界找到了遗址。关于阖闾城的记载，则最早出自汉代赵烨所著之《吴越春秋》，其详细记载了营建阖闾大城的经过，谓伍子胥“相土尝水、象天法地，筑大城”。同一时期的越绝书也有相关记载，并谓此时乃吴国大霸之时。
但是关于阖闾城的具体位址，历史上向有不同说辞，有记载为在今上海一带的，也有说无锡闾江为阖闾小城、大城在常州阳湖，或无锡为阖闾小城、苏州为阖闾大城。不过诸多史地载籍，仍是如《史记·正义》一般，谓苏州曾称阖闾城，如乐史的《太平寰宇记》、朱长文的《吴郡图经续记》、范成大的《吴郡志》、顾祖禹的《读史方舆纪要》等，几已为普及。

## 考古发现

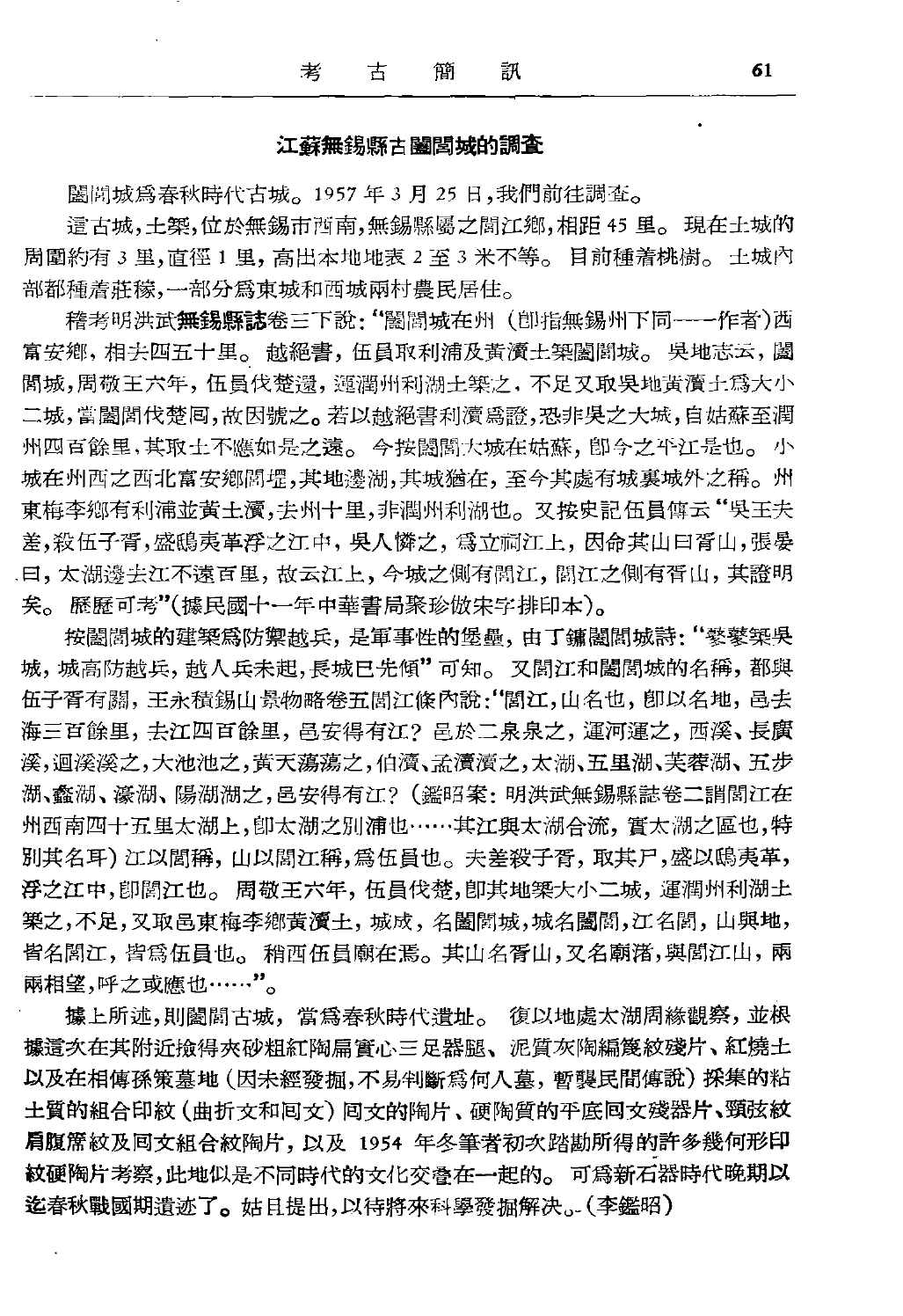
1958年江苏省文物工作队出具的无锡阖闾城遗址初步调查报告

自1950年代起，有关吴国的考古发现不断涌现，最早有1954年丹徒烟墩山出土的“宜侯夨簋”、“俎侯夨簋”两件器皿，其铭文上记录了吴王受封之历史。1956年起又有扬州邗城遗址出土；次年即是阖闾城遗址在原无锡县被发现；1957年，在常州淹城内城河中发现了三轮盘、尊、牺匜、句鑃等青铜礼器。此后，又相继有安徽南陵牯牛山古城（1984年）、江苏高淳固城遗址（1989年）、苏州木渎古城遗址（2000年）、无锡鸿山墓地（2004年）、丹阳葛城遗址（2008年）等诸多新的考古发现。
这些新发现，使不少学者对于过往史料记载产生质疑，甚至直接否定古史所谓“太伯奔无锡梅里，后徙苏州，阖闾时建都城”之说，认为吴国之起源当在宁镇地区，无锡、苏州地区则“在吴文化后期，有其鼎盛灿烂的发展，是吴文化最重要的地区之一，但不是吴文化最早的发祥地。”甚至有学者考证吴越地区的古墓，认为“活跃于江南的吴越两族，其活动交汇处大致在太湖西岸的江阴、武进、宜兴一线。此线以东为越文化区，百姓死后习惯筑石室葬于山坡。以西则属吴文化域，百姓死后流行平地起封的土墩墓。两者的生活习惯和所用器皿是大不相同的。”即今苏锡城区属于越文化范围，也是吴越两国的边境地带。而常、锡之间的阖闾城遗址，亦与古书记载相符，如《吴地记》说阖闾城“北通毗凌”，今苏州出北门为长江，而阖闾城往北正好抵毗陵（常州），又说吴都“不开东门者为绝越之故也”，阖闾城确无东门，以直湖港为天然门户。此外《史记》伍子胥列传曾载，伍子胥死后，由夫差用马皮裹尸浮于闾江，闾江即位于阖闾城侧。
也有学者肯定古说无误，如吴太伯奔梅里，依“俎侯夨簋”铭文载“王卜于俎、入土南乡”可信，吴人确实已早在长江之南一带居住，但在周康王之时，虞（吴）侯被封在离山东地界不远的江苏邳县加口，为吴国祖地，后取今扬州的邗（干）国而建都于邗，故吴王寿梦自称为邗王，后诸樊为避开上游楚人的水上优势，不得不南迁，今常、锡阖闾城遗址便是吴国二次迁都所在地，为诸樊与阖闾之都，且此地方为秦时之吴县。至春秋晚期时，阖闾又迁今苏州，其地本名即姑苏、异体作姑胥，至夫差亡国之时苏州一直为吴都。而哪怕就是仍持旧说认为阖闾城在苏州的学者，也常有分歧，认为大城在今苏州城西南灵岩山木渎遗址与坚持苏州古城说者，兼且有之。
随着无锡、常州武进间阖闾城遗址的进一步发掘，则几乎坐实了质疑无锡、苏州不曾作为吴国起源的推测。位于原无锡县闾江乡的阖闾城旧址，最早于1954年左右为江苏省文物工作队踏勘所得，初认定为由东西两座春秋时代的城池组成，并只被承认是古书中所载的“阖闾小城”，随即于1956年被公布为第一批江苏省文物保护单位。2007年初，为配合第三次全国文物普查，无锡市对阖闾城遗址进行了为期一年半的考古复查，由南京博物院考古所主持。此次复查结果，在原来的考古基础上，发现了一座大城，此城东西长约2100米，南北宽约1400米，面积约2.94平方公里，横跨锡、常两地。虽然由于村庄、道路、工厂以及高速公路等原因致使许多地方无法进行钻探，但在大城的西南角发现宽约34米城墙的墙基，墙基的土与东城和西城完全相同，即坚硬、纯净的浅黄色粘土，包含物最晚亦为春秋中期。此外，原发现东西小城的面积也确定为约50万平方米。阖闾在位时期为公元前515年至公元前496年，而阖闾城遗址除高出地面的城墙和大型台基外，考古钻探未发现春秋晚期的文化层，因此推测阖闾城使用的时间不长，与吴王阖闾即位19年相吻合。
考古工作者们认为，阖闾城遗址所在地有胥山和闾江等历史地名，与《越绝书》外传记：〈吴地传〉所载“阖庐之时，大霸，筑吴城。城中有小城二。徙治胥山”、“胥山，太湖边胥湖东岸山”等记载相符，其中“城中小城二”就是指遗址上的东西两小城，且阖闾城遗址的西城内有大型建筑群，亦与《越绝书》记载城内有阖庐宫、南城宫、东宫和西宫相符。此外，《吴地记》云：“阖闾城……北齐、平二门。齐门，北通毗陵。……平门，北面有水陆通毗陵。”毗陵，即常州。而“北通毗陵”的也确实只能是此地。
阖闾城遗址的全面发现，无疑是吴越考古乃至东周考古的重大突破，也使学者重新思考吴国历史。如今，不少学者主张吴人的祖先是栖息在淮河南北的“淮夷”，居巢（今安徽巢湖周围）或许正是吴人故土。他们或许将自己居住的中心区域称为kiwo siwo（居巢）或与ki-wo siwo相近的音，而鸠兹、姑孰、胡孰、姑苏、姑胥等音均与之相同或相近。此后吴人南迁，他们君长居住的中心区域都保留了这个称呼，中心居住地周围的河川山岳也被称作胥溪、胥江、胥山。从江北的居巢到江南的鸠兹、姑孰、湖熟、朱（方）、姑苏（姑胥），加上以国号命名的如固城、葛城、吴城等地点，将这些地点连起来，其实就是吴人的迁徙图，最后来到了今天的苏州，苏州成为吴国最晚期的政治中心。
今环太湖地区的苏州、无锡、常州三市辖区，从新石器时代以来则本与钱塘江流域同为越文化的分布范围，而在南迁中不断壮大的吴人，最终在这里与越人结怨，兵戎相见。故再次检视史料，有如《史记》吴太伯世家，夫差二年（前494），“吴王悉精兵以伐越，败之夫椒，报姑苏也。”杜预注《左传》称夫椒为“太湖中椒山也”，后世史家均持反对意见，认为太湖中的椒山离吴太近，伐越应该去越地，这正是对吴都在苏州这一观念的固化所引起的。当时吴国都城还不在姑苏，应该在更西的地方，而今太湖东北岸无锡与常州之间的阖闾城即是有力的候选地，阖闾与勾践的争战以及夫差的报仇雪恨，目的均在将越人的势力驱逐出太湖。同时，若加上秦朝所置会稽郡的历史，作为越地统治近五百年的苏锡地区，在战国秦汉人的心目中根深蒂固，直到东汉永建四年（129）才分出吴郡。这也是为何东汉时期所编的《越绝书》，将苏州一带的历史囊括收入，却不称“吴绝书”、“吴越绝书”。此外，考察木渎古城遗址，与位于姑苏西北约20公里的无锡鸿山墓地，同是春秋晚期至战国前期的越国墓地。
2008年9月10日，国家文物局考古专家组组长黄景略在无锡宣布，阖闾城遗址可初步认定为公元前515年至公元前496年之间春秋时期一代吴王阖闾的都城。旋被获评当年“全国十大考古新发现”，此后又相继入列第七批全国重点文物保护单位、“十二五”期间150处重点大遗址保护名录、国家考古遗址公园等。然而苏州木渎古城遗址的考古发掘及其于2010年被选为中国十大考古新发现，意味着“吴都”之争依旧扑朔迷离。

## 遗址现状
据报载，1950年代时，阖闾城古城垣布局尚完整，当时的城墙高2-3米，后因农业建设及修路而遭到严重破坏，现仅能看到局部的轮廓和范围。2010年起，无锡方面着手建设阖闾城遗址公园，总投资约19.5亿元。但是，占有阖闾城遗址四分之三面积的常州武进地区，由于经费与利益牵制等原因，尚未开展全面保护工作。
2014年2月，阖闾城遗址博物馆在遗址处旁的无锡马山月白湾下建成开放，占地95亩，其中展览区有约17000平方米，并设有吴文化交流研究中心。博物馆主体建筑由同济大学建筑设计院设计，以“建筑修补山体”的理念，较完美的弥补了1980年代因采石留下的宕口，使建筑与山体互相融洽。